# District historique de Boca Chita Key
Le district historique de Boca Chita Key – ou Boca Chita Key Historic District en anglais – est un district historique du comté de Miami-Dade, dans le sud-est de la Floride, aux États-Unis. Situé sur Boca Chita Key, au sein du parc national de Biscayne, il est inscrit au Registre national des lieux historiques depuis le 1er août 1997. Le phare de Boca Chita Key en est une propriété contributrice.